# Karl Sulzberger
Karl Albert Sulzberger (* 27. November 1876 in Winterthur; † 3. September 1963 in Stein am Rhein) war ein Schweizer katholischer Geistlicher, Denkmalpfleger und Amateur-Archäologe.
Sulzberger studierte ab 1896 katholische Theologie an der Universität Fribourg, besuchte das Priesterseminar in Luzern und erhielt 1901 die Priesterweihe. Er war zunächst Koadjutor in Baden, von 1903 bis 1912 Pfarrer in Trimbach und wurde zum Führer der katholischen Arbeiterbewegung in Olten und Umgebung. Seit 1913 war er als Hilfspriester in Thayngen eingesetzt. 1936 heiratete er und wurde als Priester suspendiert.
Schon von Trimbach und Thayngen aus hatte er archäologische Grabungen durchgeführt im Kesslerloch und in der Pfahlbausiedlung Weier. Ab 1918 war er kantonaler und städtischer Konservator von Schaffhausen, wo er sich für den Aufbau des Museums zu Allerheiligen einsetzte, das 1928 eröffnet wurde und dessen erster Direktor er war. Nach seiner Pensionierung 1942 lebte er als Privatgelehrter und Museumsleiter in Stein am Rhein und Steckborn.